# Brvenik
Brvenik (en serbe cyrillique : Брвеник) est un village de Serbie situé dans la municipalité de Raška, district de Raška. Au recensement de 2011, il comptait 64 habitants.

## Géographie
Brvenik est situé sur les bords de l'Ibar.

## Histoire
En 1455, les Ottomans, dans leur conquête des Balkans, s'emparèrent de la forteresse de Brvenik, construite en 1363 ; cette prise leur valut le contrôle sur toute la région.

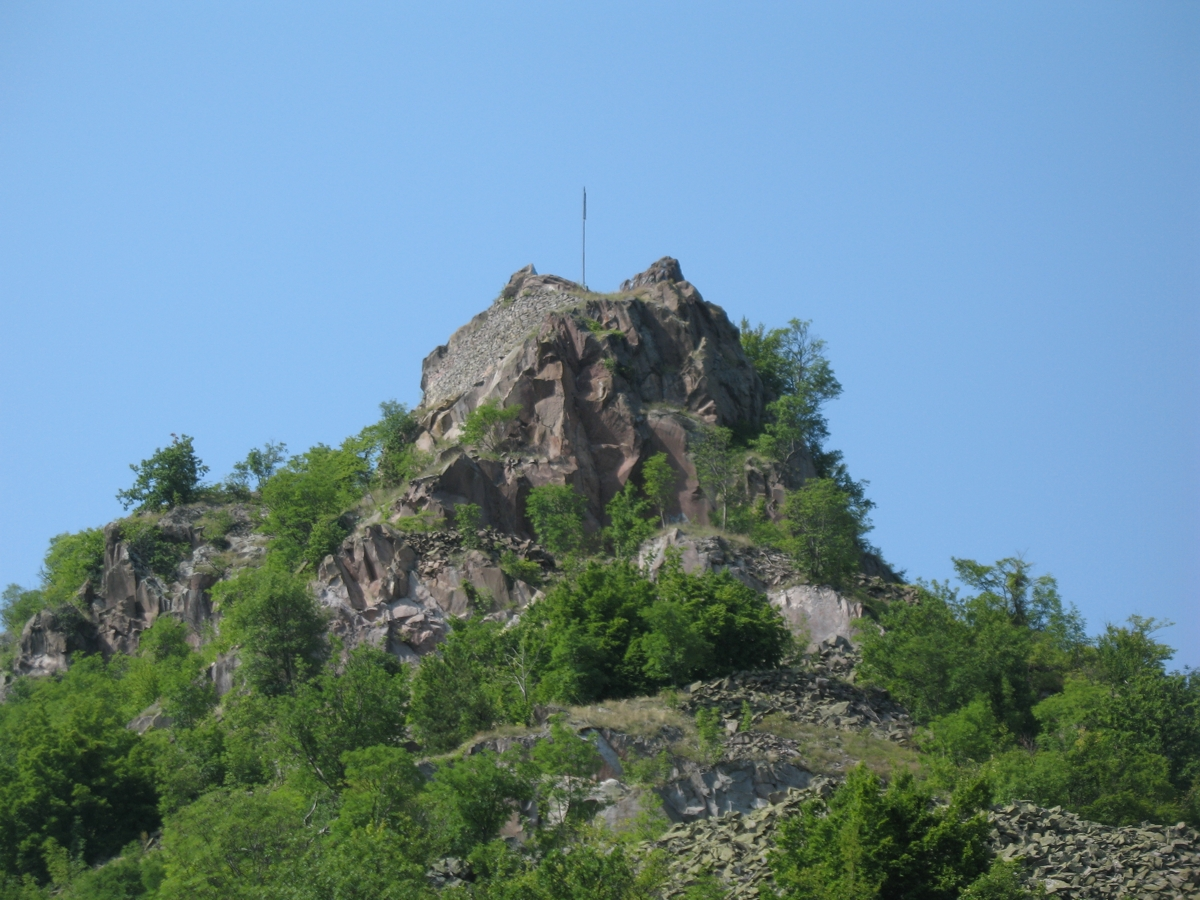
La forteresse de Brvenik
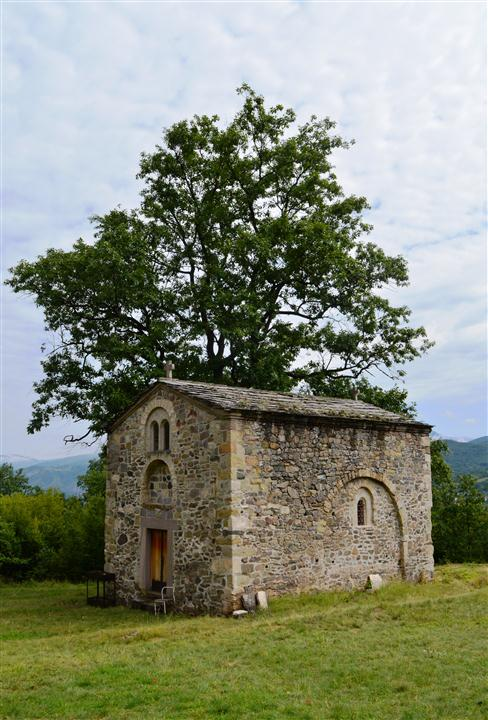
L'église Saint-Nicolas de Šumnik

## Démographie
| 1948 | 1953 | 1961 | 1971 | 1981 | 1991 | 2002 | 2011 |
| ---- | ---- | ---- | ---- | ---- | ---- | ---- | ---- |
| 98   | 112  | 110  | 102  | 84   | 69   | 67   | 64   |

|  |